# Cithaerias
Genre
Cithaerias est un genre de lépidoptères (papillons) de la famille des Nymphalidae, de la sous-famille des Satyrinae, de la tribu des Haeterini.

## Dénomination
- Décrit par l'entomologiste allemand Jakob Hübner en 1819[1]
- L'espèce type est Papilio andromeda (Fabricius), (Cithaerias andromeda andromeda)

### Synonymie
- Callitaera (Butler, 1868)[2]
- Cithaeris  (Druce, 1876)[3] mauvaise orthographe.
- Cythaerias  (Weymer, 1890)[4] mauvaise orthographe.

## Taxinomie
Liste des espèces :
- Cithaerias andromeda (Fabricius, 1775)
- Cithaerias phantoma (Fassl, 1922)
- Cithaerias pireta (Stoll, [1780])
- Cithaerias pyritosa (Zikán, 1942)
- Cithaerias pyropina (Salvin & Godman, 1868)